# Bernard Angus MacEachern
Pour les articles homonymes, voir MacEachern.
Bernard Angus MacEachern (1759-1835) fut le premier évêque de Charlottetown.
Né le 8 février 1759, en Écosse et venu dans l'Ile du Prince-Edouard pour desservir ses compatriotes établis dans cette île, il fut nommé par Pie VII le 12 janvier 1819, évêque de Eose en Syrie, suffragant et auxiliaire do l'évêque de Québec pour les provinces et les îles du golfe Saint-Laurent.
Il fut consacré sous ce titre par Joseph-Octave Plessis, dans l'église du faubourg Saint-Roch de Québec, le 17 juin 1821. Le 11 août 1829, le Saint-Siège érigea ces provinces en diocèses et Mgr McEachern en devint le premier évêque, sous titre d'évêque de Charlottetown, dans l'Île-du-Prince-Édouard, où il mourut le 23 avril 1835.